# 12843 Ewers
12843 Ewers è un asteroide della fascia principale. Scoperto nel 1997, presenta un'orbita caratterizzata da un semiasse maggiore pari a 2,4769129 UA e da un'eccentricità di 0,1227890, inclinata di 3,06748° rispetto all'eclittica.